# The Staircase
The Staircase (Francês: Soupçons, (Suspeitas); também conhecido como Death on the Staircase ) é uma minissérie de televisão francesa de 2004 de Jean-Xavier de Lestrade que documenta o julgamento do escritor Michael Peterson (wiki-en), condenado pelo assassinato de sua esposa, Kathleen Peterson. Após Lestrade fazer o documentário vencedor do Oscar Murder on a Sunday Morning, ele segue com as filmagens começando logo após a acusação de Peterson. As equipes de filmagem tiveram acesso à toda a família do acusado, aos advogados de defesa e ao tribunal.
Uma versão abreviada foi transmitida como uma apresentação especial de duas horas do noticiário americano Primetime Thursday em 22 de julho de 2004. A minissérie foi concluída em setembro de 2004, e estreou em outubro no Canal+; de 10 a 14 de janeiro de 2005 na BBC Four (como parte de sua série de documentários Storyville ), e de 4 a 25 de abril no Canal Sundance.
Lestrade voltou a filmar Peterson e sua família em 2012-2013, cobrindo os desenvolvimentos do caso que foram lançados como uma sequência de duas horas. Três novos episódios com mais atualizações foram feitos posteriormente para a Netflix e em 2018, o serviço de streaming adicionou todos os 13 episódios ao seu catálogo, tornando-o disponível como uma série.

## Sinopse
Em dezembro de 2001, o romancista Michael Peterson ligou para relatar que sua esposa Kathleen havia caído de uma escada em sua mansão em Durham (Carolina do Norte) e ela morreu. As autoridades não acreditaram na história de Peterson, de que Kathleen havia caído enquanto estava bêbada e concluíram que ele a havia espancado até a morte, provavelmente com golpes de um atiçador de lareira (um presente da irmã de Kathleen) que estaria desaparecido da casa. Peterson logo foi acusado de assassinato. O filme detalha o caso que se seguiu do ponto de vista de Peterson e sua equipe de defesa, liderada pelo advogado David Rudolf.

## Recepção
Revisões para The Staircase foram geralmente positivas. O filme recebeu uma classificação de "qualidade excepcional" (8,5 de 10) do Documentary-Review.com com base em nove comentários. Ganhou um Prêmio Peabody em 2005.

## Episódios
| N.º na temp. | Título                        | Duração (minutos) |
| --- | ----------------------------- | ----------------- |
| 1 | "Crime ou acidente?"          | 48 m              |
| Após a morte suspeita de sua esposa, Michael Peterson dá sua versão dos fatos, enquanto advogados e peritos se preparam para o julgamento.                     |                               |                   |
| 2 | "Segredos e mentiras"         | 46 m              |
| Enquanto vão surgindo revelações sobre a vida secreta de Michael, os advogados de defesa discutem se os novos fatos terão impacto significativo no julgamento. |                               |                   |
| 3 | "Muita coincidência"          | 47 m              |
| Um acontecimento suspeito do passado vem à tona. A equipe de defesa fica abalada e decide fazer uma visita à primeira esposa de Michael na Alemanha.           |                               |                   |
| 4 | "Uma manobra da promotoria"   | 45 m              |
| Com a proximidade do julgamento e a crescente atenção da mídia, o laudo da autópsia deixa a equipe de defesa desconcertada.                                    |                               |                   |
| 5 | "Um caso difícil"             | 47 m              |
| Quando a acusação apresenta o caso, a defesa se esforça para gerar dúvidas na opinião do júri.                                                                 |                               |                   |
| 6 | "A vingança da promotoria"    | 48 m              |
| Uma testemunha surpreende o tribunal e o juiz se pronuncia sobre uma questão importante. O temperamento de Michael vira o foco da análise.                     |                               |                   |
| 7 | "A arma do crime"             | 50 m              |
| As irmãs de Kathleen examinam os escritos de Michael. Os jurados visitam a escada onde ocorreu o caso. Uma prova fundamental reaparece.                        |                               |                   |
| 8 | "O veredito"                  | 50 m              |
| Afinal, Michael Peterson é culpado ou inocente? O júri dá o veredito sobre a morte misteriosa de Kathleen.                                                     |                               |                   |
| 9 | "Um novo julgamento"          | 56 m              |
| Oito anos depois, a possibilidade de que uma testemunha-chave da acusação possa ter enganado o júri pode levar a um novo julgamento.                           |                               |                   |
| 10 | "A última chance"             | 53 m              |
| Após mais especialistas atestarem sobre as conclusões e alegações duvidosas de Duane Devers, o juiz decide se um novo julgamento é necessário.                 |                               |                   |
| 11 | "A confissão"                 | 53 m              |
| Após dois anos e meio de prisão domiciliar, Michael precisa decidir se vai apelar ou arriscar sua liberdade em um novo julgamento.                             |                               |                   |
| 12 | "Entre a raiva e o desespero" | 46 m              |
| Sem acreditar mais na Justiça, Michael e sua família questionam se vale a pena prosseguir a luta.                                                              |                               |                   |
| 13 | "Quando a Justiça falha"      | 46 m              |
| Michael conversa com um repórter sobre as razões por trás de sua apelação. A irmã de Kathleen expressa sua indignação no tribunal.                             |                               |                   |